# 兰迪·马特森
兰迪·马特森（英語：Randy Matson，1945年3月5日—），美国男子田径运动员。他曾代表美国参加1964年和1968年夏季奥林匹克运动会田径比赛，共获得一枚金牌和一枚银牌。